# Вера Бектеши
Вера Бектеши (на албански: Vera Bekteshi) е албанска писателка на произведения в жанра драма и мемоари.

## Биография и творчество
Вера Бектеши е родена през 1946 г. в Тирана, Албания. Израства в Тирана в т. нар. „Лидерски блок“, като дъщеря на един от висшите военни мъже по това време, бивш комунистически лидер в Шкодра по време на войната, генерал Садик Бектеши. Завършва висшето си образование през 1969 г. по специалност ядрена физика във Физическия факултет на Университета в Тирана.
След дипломирането си работи като преподавател в университета. През 1974 г. баща ѝ освободен от работа в рамките на така наречената „Желязна метла“, политическа чистка извършена от Енвер Ходжа сред висшите военни. Семейството ѝ е интернирано в Берат, а през 1982 г. баща ѝ е арестуван и осъден на 25 години затвор, като е освободен през 1990 г.
По време на репресиите над семейството идва принудителният ѝ развод и изгнание, загубата на професията, и най-основните права след ареста на баща ѝ. В условия на социална дискриминация и крайна бедност семейството живее в селата Кутали и Водез, където работи в кооперацията.
Завръща се в Тирана през 1991 г. и работи в Хидрометеорологичния институт. През 1997 г. защитава докторат по физика, след което работи като специалист в Албанския фонд за развитие.
Първият ѝ роман „Vila me dy porta“ (Вила с две врати) е издаден през 2009 г. Той е вдъхновен от преживяванията ѝ по време репресивния период.
Втората ѝ книга е сборникът с разкази „Nj det i moçëm“ (Древно море) публикуван през 2012 г. Той е номиниран от Министерството з културата на Албания за наградата „Сребърна писалка“.
През 2016 г. е издаден романа ѝ „Ora me rërë“ (Пясъчният часовник). В романа отново разказва истории от времето на диктатурата с осмислянето им от разстоянието на времето. Книгата е номинирана за наградата за литература на Европейския съюз за 2017 г.
Вера Бектеши живее със семейството си в Тирана.

## Произведения
- Vila me dy porta (2009) – автобиографичен роман
- Një det i moçëm (2012) – сборник разкази
- Ora me rërë (2016)